# Paraphaenodiscus munroi
Paraphaenodiscus munroi är en stekelart som beskrevs av Prinsloo 1976. Paraphaenodiscus munroi ingår i släktet Paraphaenodiscus och familjen sköldlussteklar. Inga underarter finns listade i Catalogue of Life.